# Отдых в обнажённом виде

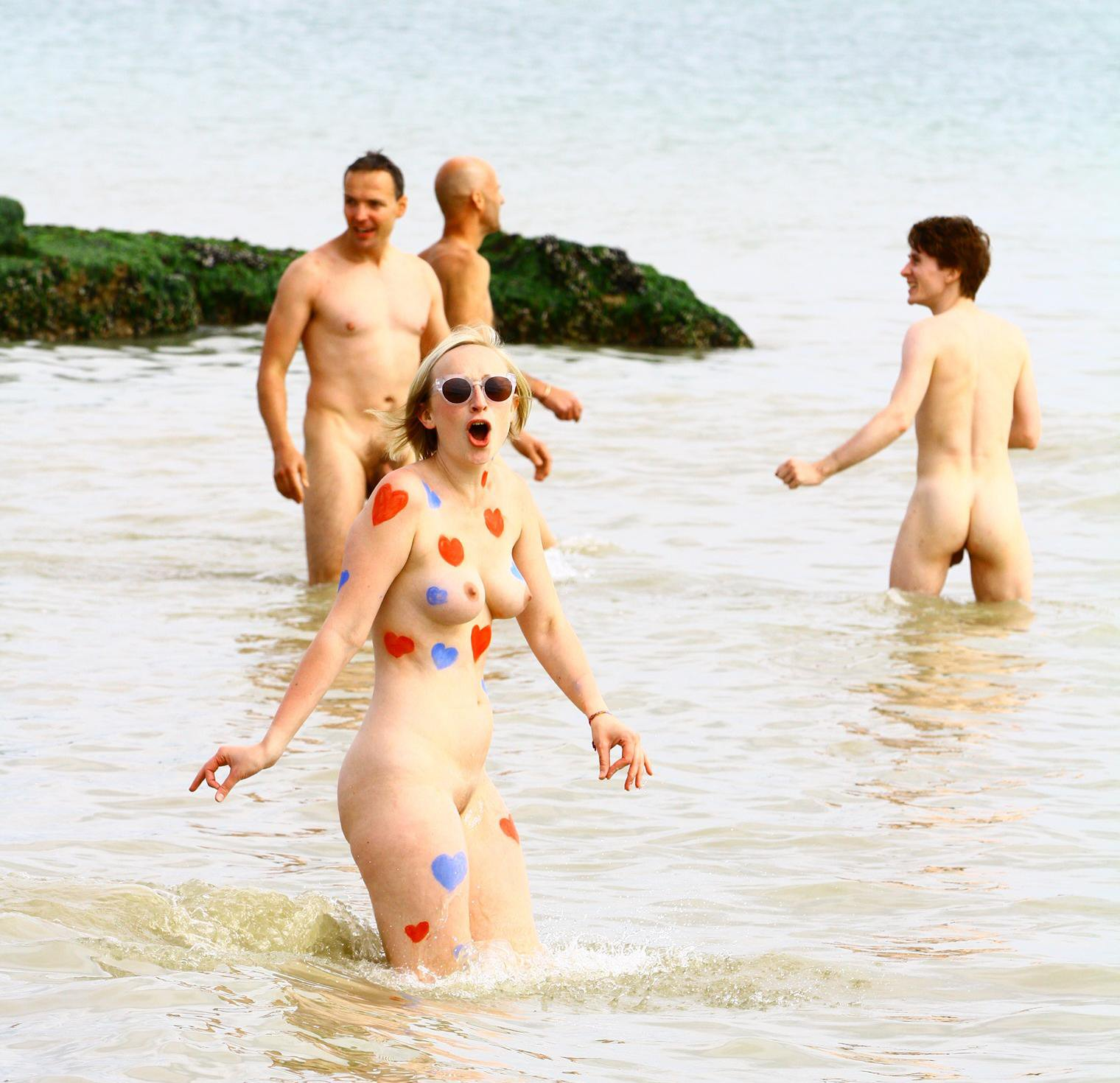
Обнажённые люди в море (2015)

Отдых в обнажённом виде — различные, часто околоспортивные, развлекательные мероприятия, в которых некоторые люди (иногда с разделением, иногда без разделения по признаку пола) участвуют полностью раздетыми. 
Исторически античные Олимпийские игры были мероприятиями в обнажённом виде. 
В Африке, Океании и Южной Америке остаются сообщества, которые продолжают заниматься повседневной деятельностью, включая спорт, без одежды, в то время как в большинстве стран мира занятия в обнажённом виде проводятся либо в частных помещениях, либо в выделенных зонах общественного пользования, где одежда необязательна. Случайные мероприятия, такие как велопробеги в обнажённом виде, могут проводиться в общественных местах, где обнажение иным образом запрещено.
Хотя мероприятия в обнажённом виде могут включать настоящие виды спорта, такие как теннис или волейбол, занятия спортом в обнажённом виде обычно носят скорее развлекательный, а не соревновательный характер.

## История и терминология
Отдых — это любая деятельность человека, осуществляемая для удовольствия (или «игры») в свободное время, в отличие от тех видов деятельности, которые необходимы для выживания. Исторически это означает, что отдых существовал только после того, как человеческое общество достигло стадии, когда стало появляться свободное время, возможно, в конце каменного века (верхний палеолит), о чём свидетельствует появление первых наскальных рисунков и музыкальных инструментов.
Современные концепции отдыха начинаются с древних цивилизаций. Спорт — это любая деятельность, признанная требующей физических навыков. Любой вид спорта может быть развлекательным для участников, в то время как просмотр спортивных состязаний — это развлечение для зрителей.

## Натуристский / нудистский отдых
Натуризм, или нудизм, — это культурное движение, практикующее, пропагандирующее и защищающее личную и социальную наготу, большая часть которой, но не вся, происходит на частной территории. Этот термин также относится к образу жизни, основанному на личной, семейной или социальной наготе. Исследования показывают, что, вопреки бытующим домыслам, натуристы являются типичными членами общества, которые занимаются социально полезной профессиональной деятельностью, а свободное время проводят так же, как это принято на курортах, только без одежды.
В соответствии со своей функцией, натуристские клубы и курорты организуют развлекательные мероприятия для обнажённых лиц. К числу стандартных мероприятий в подобных клубах относится волейбол. Также предлагаются круизы, участникам которых разрешается быть голыми.
В местах для натуристов периодически проводятся специальные мероприятия, такие как новогодние вечеринки. Молодые натуристы Флориды организуют сезонные «вечеринки» в нескольких нудистских/натуристских клубах и курортах Флориды.
Всемирный день садоводства в обнаженном виде
Всемирный день садоводства голышом (WNGD) проводится ежегодно в мае и призывает людей по всему миру ухаживать за своими садами в обнажённом виде. Инициатором WNGD является организация Body Freedom Collaborative. Однако новозеландская федерация натуристов перенесла Национальный день садоводства в обнажённом виде на октябрь, поскольку май в Новой Зеландии — холодный месяц.

## Одежда по желанию для отдыха

### Пляжи
Пляжи в США, где одежда не является обязательной, различаются по степени изолирования от не обнажённой публики, а также по вопросу, разрешена ли нагота официально местными властями или просто терпится, хотя и незаконна. В столичном районе Майами секция, где носить одежду не обязательно, в парке Хауловер отмечена знаками, санкционирована и поддерживается округом Майами-Дейд. На пляже есть еда, шезлонги, зонтики, а также душевые. Напротив, несколько пляжей штата Калифорния с зонами для раздевания окружены крутыми скалами и не имеют удобств за пределами парковочных мест. К ним относятся государственный пляж Бухты Серого Кита недалеко от Пасифики (Калифорния) и пляж Блэкс в Сан-Диего. Давняя традиция обнажённого тела на этих пляжах неофициальна, но негласно принята. 
В некоторых европейских странах, таких как Дания и Швеция, на всех пляжах разрешается по выбору носить или не носить одежду. На Крите тоже можно носить одежду по усмотрению, за исключением ряда центральных городских пляжей. В Барселоне имеется два расположенных в центре города пляжа, где можно находиться одетыми или раздетыми.

### Раскрашивание тела
Боди-арт (например, роспись по телу) — распространённая форма творческого самовыражения, используемая в сочетании с пропагандой свободы тела. Поскольку тело технически прикрыто (краской), роспись всего тела не нарушает законов, запрещающих публичную наготу, что позволяет полиции принимать решения в каждом конкретном случае на основе других законов.
Боулинг
Боулинг для нудистов предоставляет возможность отдохнуть в тёплом помещении в холодную погоду. Такие мероприятия обычно проводятся в коммерческих кегельбанных залах, желающих сдать их в аренду нудистским группам на определённый период времени, чтобы ограничить участие только членами группы.

### Прыжки с тарзанки
Эй Джей Хакетт открыл первое в мире коммерческое место для прыжков с тарзанки на мосту Каварау недалеко от Квинстауна в Новой Зеландии; клиентам, совершившим прыжок в обнажённом виде, предоставлялся бесплатный вход. Эта льгота позже была отменена, поскольку ею пользовались слишком много прыгунов, однако место по-прежнему остаётся разрешённым для посещения без одежды. Билли Коннолли «прославился» прыжком с тарзанки обнажённым с моста во время своего мирового турне по Новой Зеландии в 2004 году.
С 2006 года в парке WildPlay на острове Ванкувер проводится ежегодный голый банджи-джампинг в качестве сбора средств для отделения Викторианского общества по борьбе с шизофренией в Британской Колумбии. В мероприятии 2019 года приняли участие более 100 человек.

### Вечеринки
В ряде колледжей и университетов есть традиция вечеринок обнажёнными, часто как экспериментов в социальном взаимодействии, которые противопоставляются культу идеальных тел, навязываемому СМИ. The Pundits[англ.] в Йеле устраивают голые вечеринки с 1995 года. В Брауне вечеринка проводится жилищным кооперативом за пределами кампуса, а в Уэлсли это благотворительное мероприятие, безопасность которого обеспечивает администрация. В других учреждениях, таких как Уэслианский, Колумбийский, Массачусетский технологический институт, Боудоин и Амхерст, вечеринки могут быть более спонтанными мероприятиями в общежитиях или за пределами кампуса.

### Социальные танцы
В небольшом немецком городке прошло мероприятие, куда можно было попасть только по приглашению, с танцами танго-милонга в обнажённом виде. Starkers![англ.] — ежемесячная ночь в голом клубе, которая проводилась в Лондоне с 2003 года.

### Йога
Традиционно практикуемая с минимумом одежды совместная йога в обнажённом виде появилась в Лондоне, Бостоне, Нью-Йорке и Сиэтле.